# Tampa Records
Pour les articles homonymes, voir Tampa (homonymie).
Tampa Records est un label discographique américain de jazz, fondé en 1955 par Robert Scherman.

## Histoire
En 1955, Robert Scherman fonde Tampa Records qui se spécialise dans le jazz West Coast. Scherman, a depuis les années 1940, créé Atlas Records, un label de jazz et de rhythm and blues puis Skylark Records. En 1958, il relance Tampa Records, tout en y publiant des masters d'autres labels, tels que DIG Records, possédés par une entreprise de pressage de disques, Alco Research and Engineering. En 1960, Al Levine, un des propriétaires d'Alco, acquiert le catalogue de Tampa, ce qui mène à une contestation judiciaire de Scherman, qui durera jusqu'à la faillite d'Alco en 1983. 
Ont enregistré pour Tampa, Art Pepper, Marty Paich, Joe Mondragon, Jimmy Rowles, Harold Land, Red Mitchell, Barney Kessel, Bob Gordon, Bob Enevoldsen, Herbie Harper. Le catalogue est réédité par V.S.O.P. Records, d'abord en vinyle dans les années 1980, puis actuellement en CD.

## Discographie
- 1956 : Marty Paich - The Marty Paich Quartet Featuring Art Pepper, TP-28
- 1956 : Art Pepper - The Art Pepper Quartet TP